# Brand Nubian
Brand Nubian – amerykańska grupa hip-hopowa z New Rochelle założona w 1989 roku. W jej skład wchodzi trzech MC: Grand Puba (właściwie Maxwell Dixon, ur. 4 marca 1966), Sadat X (dawniej Derek X, właściwie Derek Murphy) i Lord Jamar (właściwie Lorenzo Dechalus, ur. 17 września 1968), oraz dwóch DJ-ów: DJ Alamo i DJ Sincere.
Brand Nubian są jedną z najbardziej znanych i zasłużonych grup alternatywnego hip-hopu, której szczyt popularności przypadał na lata 90. XX wieku; grupą znaną z zaangażowanych społecznie przekazów i silnego politycznego ładunku swoich tekstów inspirowanych przez nauczanie The Nation of Gods and Earths.

## Dyskografia

### Albumy
- One For All (1990)
- In God We Trust (1992)
- Everything Is Everything (1994)
- Foundation (1998)
- Fire in the Hole (2004)
- Time's Runnin' Out (2007)